# Mike Ribeiro
Michael Ribeiro (Le Plateau-Mont-Royal, 10 febbraio 1980) è un hockeista su ghiaccio canadese professionista di origini portoghesi che gioca nel ruolo di centro per i Nashville Predators. Dalla stagione 1999-2000 milita nella National Hockey League; ha vestito le maglie di Montreal Canadiens, Dallas Stars, Washington Capitals e Phoenix Coyotes.

## Carriera

### Giocatore
Mike Ribeiro nasce a Le Plateau-Mont-Royal in Québec, Canada. Venne selezionato come 45ª scelta dei Montreal Canadiens nel secondo round. Nel 2006 Ribeiro venne trasferito ai Dallas Stars in cambio di Janne Niinimaa. Nella stagione 2006-2007 ha guidato i Dallas Stars con i suoi 59 punti, così il 12 luglio Ribeiro ha firmato un contratto di un anno con i Dallas Stars, il cui valore è di 2,8 milioni di dollari. Nella stagione 2007-2008 giocò addirittura nell'All Star Game. Mike Ribeiro è noto per il suo stile creativo di gioco con passaggi fra le gambe e numeri di alta classe. Nel 2004 Ribeiro si buttò nel ghiaccio simulando però, infatti dopo qualche minuto i tifosi dei Boston Bruins lo videro sorridere. Ribeiro, sua moglie e due amici sono stati arrestati per intossicazione pubblica l'11 ottobre 2010.